# АЛБА (альянс)
Боліваріанський альянс для Америк, АЛБА (ісп. Alianza Bolivariana para los Pueblos de Nuestra América, ALBA), повністю: Боліваріанський альянс для народів нашої Америки — Торговий договір народів, АЛБА-ТДР (ісп. Alianza Bolivariana para los Pueblos de Nuestra América — Tratado de Comercio de los Pueblos, ALBA-TCP) — соціалістичний альянс країн Латинської Америки та Карибського басейну.
Площа альянсу становить 2 513 947 км², населення — 70 млн осіб, ВВП (ППС) — $1166 млрд (за версією МВФ; 2013; дані по Кубі за 2011 рік).

## Етимологія
До 2009 року назва субрегіонального об'єднання була «Боліваріанська альтернатива для Америки» (ісп. Alternativa Bolivariana para América) на честь Симона Болівара та боліваризму. Зараз повна назва альянсу «Боліваріанський альянс для народів нашої Америки — Торговий договір народів» (ісп. Alianza Bolivariana para los Pueblos de Nuestra América — Tratado de Comercio de los Pueblos, ALBA-TCP), скорочена назва «Боліваріанський альянс для Америк» (ісп. Alianza Bolivariana para las Américas, ALBA).

## Історія

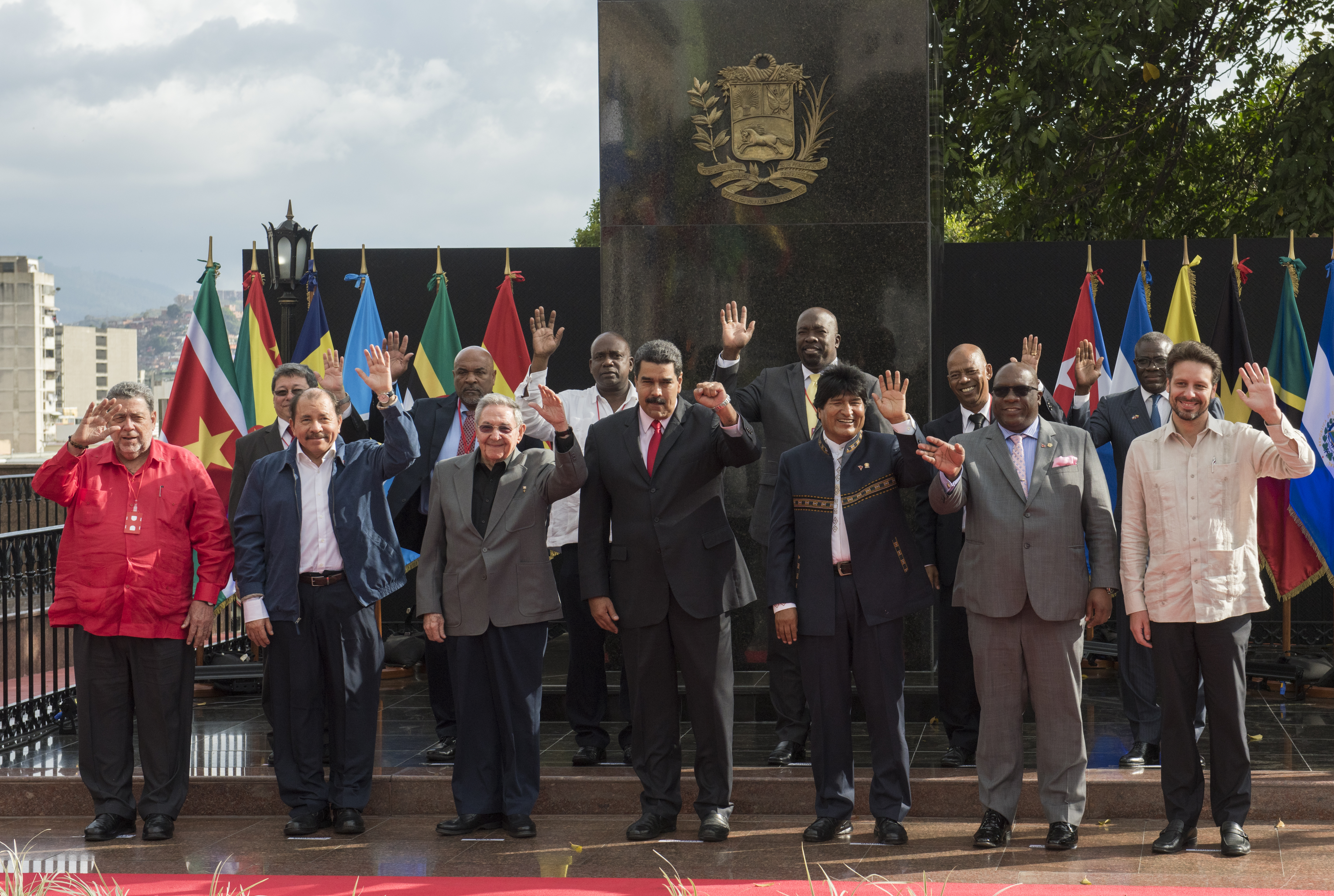
Офіційне фото XIV саміту ALBA-TCP, що відбувся в березні 2017 року в Каракасі, в рамках четвертої річниці смерті Уго Чавеса.

Як міжнародна організація та субрегіональне інтеграційне об'єднання, АЛБА було створено 14 грудня 2004 року з ініціативи Уго Чавеса та Фіделя Кастро, відповідно, Венесуели та Куби.
На момент заснування у 2004 році ALBA мала лише дві країни-члени — Венесуелу та Кубу. Згодом ряд інших країн Латинської Америки та Карибського басейну уклали «Угоду про торгівлю між народами» (ісп. Tratado de Comercio de los Pueblos або TCP), яка спрямована на реалізацію принципів ALBA. Болівія під керівництвом Ево Моралеса приєдналася у 2006 році, Нікарагуа під керівництвом Даніеля Ортеги у 2007 році та Еквадор під керівництвом Рафаеля Корреа у 2009 році. Гондурас під керівництвом Мануеля Селайї приєднався у 2008 році, але вийшов у 2010 році після державного перевороту в Гондурасі у 2009 році. До нього також приєдналися країни Карибського басейну — Антигуа і Барбуда, Домініка, Сент-Вінсент і Гренадіни та Сент-Люсія.
Альянс був заснований як суперник Міжамериканської зони вільної торгівлі, створеної з ініціативи США для інтеграції латиноамериканських країн, орієнтованих на розвиток ринкової економіки. Мета альянсу — економічна інтеграція та спільний розвиток її учасників на основі соціалізму (боліваризму) та колективного захисту незалежності з метою створення єдиного латиноамериканського військового, політичного, економічного та культурного простору.
Створені та працюють Економічна, Політична та Соціальна рада альянсу.

### Гондурас та ALBA
Гондурас вступив до ALBA у 2008 році під час президентства Мануеля Селайї, проте після його повалення під час військового перевороту 28 червня 2009 року новий уряд відмовився від членства в цій організації. Незабаром фактичний лідер Гондурасу Роберто Мічелетті заявив про намір цієї латиноамериканської держави вийти зі складу ALBA 15 грудня 2009 року.
13 січня 2010 національний конгрес Гондурасу ратифікував вихід країни зі складу міжнародної організації «Боліваріанський альянс для Америк» (ALBA).
Згідно з думкою Іньїго Еррехона, доктора політичних наук, і Альфредо Серрано, доктора економічних наук, Боліваріанський союз народів нашої Америки (ALBA) втратив життєві сили після державного перевороту в Гондурасі, що стався саме в той момент, коли президент Селайя ухвалив рішення про входження його країни у цей союз. ALBA в його нинішньому стані втратив активність, що пояснюється зростаючим впливом тандему Бразилії-Аргентини, зосереджених на будівництві Південноамериканського спільного ринку (Меркосур).

## Членство

### Чинний склад
До складу АЛБА на 2022 рік входять 10 країн. Також у процесі інтеграції в АЛБА знаходиться Суринам, який перебуває у статусі «спеціального запрошеного члена» (англ. special guest member).
| Держава                             | Дата входження |
| ----------------------------------- | -------------- |
| Антигуа та Барбуда                  | 2009           |
| Республіка Куба                     | засновник      |
| Співдружність Домініки              | 2008           |
| Гренада                             | 2014           |
| Республіка Нікарагуа                | 2007           |
| Федерація Сент-Кітс та Невіс        | 2014           |
| Сент-Люсія                          | 2013           |
| Болівія                             | 2006 (2020)    |
| Сент-Вінсент та Гренадини           | 2007           |
| Боліваріанська Республіка Венесуела | засновник      |

### Запрошені члени
- Гаїті
- Іран (приєднався у 2007 році)[9]
- Сирія (приєдналася 2010 році)[10]

### На правах гостя
- Росія (С 2023 рока)[11]

### Колишні члени
- Гондурас (2008—2010)
- Еквадор (2009—2018)

## Валютний союз
У квітні 2009 року на саміті країн-учасниць Боліваріанської ініціативи, який проходив у венесуельському місті Кумана, було одноголосно ухвалено рішення про запровадження умовної одиниці для взаєморозрахунків «Сукре». За словами президента Венесуели Уго Чавеса, сукре спочатку «буде обертатися у вигляді віртуальної валюти, проте в майбутньому планується перехід до повноцінної валюти, що дозволить уникнути нав'язаної диктатури долара». За словами Чавеса, якого цитують латиноамериканські ЗМІ, «не виключено, що сукре діятиме не лише в країнах ALBA, а й в інших державах, зацікавлених у подібному інструменті, зокрема в Еквадорі та Парагваї».
Сукре офіційно введено в обіг з 1 січня 2010. Перша транзакція з використанням сукре відбулася 3 лютого 2010 року, коли Куба сплатила постачання 360 тонн рису з Венесуели за 108 000 сукре.
28 лютого 2013 Нікарагуа здійснила перші платежі, використавши регіональну валюту сукре для взаєморозрахунків з партнерами з країн ALBA.

## Торгівля всередині Альянсу
Торгівля країн-учасниць (станом на 2013 рік) орієнтована головним чином на держави, що не входять до Альянсу. Наприклад, на країни-члени АЛБА у 2013 році припало 4,38 % імпорту та 7,03 % експорту. При цьому експорт Венесуели до країн АЛБА представлений головним чином нафтовими оліями та бітумними матеріалами, на частку цієї статті припало у 2013 році 97 % експорту Венесуели до Болівії, 92 % її експорту до Домініки, 80 % — до Еквадору, 76 % — до Сент-Вінсент і Гренадини.

## Нагороди АЛБА
Боліваріанський альянс для народів нашої Америки — Договір про торгівлю між народами робить свій внесок у культуру, присуджуючи дві премії: Культурну премію АЛБА в категоріях «Мистецтво» та «Література», а також Премію АЛБА за найкращий роман, яка визначає переможця та лауреата.

## Спортивні змагання
Іноді відбуваються міжнародні Боліваріанські АЛБА ігри між спортсменами з країн Альянсу — це міжнародне мультиспортивне змагання.
На тлі міжнародної ізоляції, з якою стикається Росія через вторгнення в Україну, АЛБА запросила Росію взяти участь в Іграх АЛБА 2023 року.
Останні 5-ті АЛБА ігри пройшли у квітні 2023 року у Венесуелі, і в них також як країна-гостя взяли участь 48 спортсменів з Росії.